# Diocèse de Lanusei
Le diocèse de Lanusei (Diocesi di Lanusei en italien et Dioecesis Oleastrensis en latin) est un diocèse de l'Église catholique basé à Lanusei. C'est un diocèse suffragant de l'archidiocèse de Cagliari en région Sardaigne. Il a été érigé le 8 novembre 1824 par le pape Léon XII.

## Territoire
Le diocèse s'étend sur 23 communes de la province de l'Ogliastra et sur cinq communes de la province de Cagliari :
- communes de la Province de l'Ogliastra : Lanusei, Arzana, Bari Sardo, Baunei, Cardedu, Elini, Gairo, Girasole, Ilbono, Jerzu, Loceri, Lotzorai, Osini, Perdasdefogu, Seui, Talana, Tertenia, Tortolì, Triei, Ulassai, Urzulei, Ussassai et Villagrande Strisaili[1] ;
- communes de la Province de Cagliari : Escalaplano, Esterzili, Sadali, Seulo et Villaputzu[1].

Le siège épiscopal du diocèse est la ville de Lanusei et plus précisément la cathédrale de Lanusei.
Le diocèse occupe une superficie de 2 349 km2 et est divisé en un total de 34 paroisses et quatre doyennés.

## Histoire

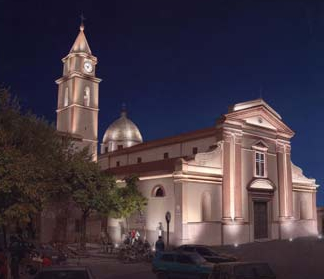
La cathédrale de Lanusei.

Les premières informations concernant le diocèse de la Barbagia, qui est l'ancêtre du diocèse de Lanusei, remontent au XIe siècle et se rattachent à la figure de saint Georges de Suelli (it) (mort en 1117). Selon la tradition, celui-ci en aurait été le premier évêque. Il est enterré dans la ville de Suelli qui aurait été le siège du diocèse de la Barbagia.
En 1420, le pape Martin V fait unir le diocèse de la Barbagia (aussi appelé Barbaria) à l'archidiocèse de Cagliari.
Il faut attendre 1777 pour qu'apparaisse la première initiative de recréer le diocèse à la suite d'un découpage administratif de l'archidiocèse de Cagliari. Cette idée est ensuite développée dans le Parère du Conseil Suprême de Turin sur le plan élaboré par la commission de Cagliari en date du 28 décembre 1797.
Le 4 août 1824 est émis, à la suite d'une demande effectuée le 29 janvier 1824 par le roi de Sardaigne et duc de Savoie, Charles-Félix de Savoie, un décret papal nommé Summa Gratia dont le but est d'établir les limites et les droits nécessaires à la création du diocèse de l'Ogliastra.
Le 8 novembre 1824 est publiée la bulle apostolique Apostolatus Officium du pape Léon XII avec laquelle l'Ogliastra est érigée en un diocèse autonome avec un siège épiscopal situé dans la ville de Tortolì. Le premier évêque, Serafino Carchero, est alors nommé le 11 novembre de la même année et il le restera jusqu'en 1834 quand il obtient la charge d'évêque du diocèse d'Ozieri. Par un décret du 22 mai 1825, Mgr Navoni, archevêque de Cagliari, fait officiellement naître le diocèse de l'Ogliastra,,.
Pendant tous le XIXe siècle, le diocèse de l'Ogliastra a une succession épiscopale discontinue et marquée par de nombreuses périodes de siège vacant comme de 1834 à 1838, de 1844 à 1848, de 1851 à 1871 (pendant vingt ans) et au XXe siècle de 1906 à 1910.
Le 5 juin 1927, le pape Pie XI décrète par la bulle apostolique Supremi pastoralis le transfert du siège épiscopal du diocèse, du chapitre de la cathédrale et du séminaire de Tortolì à Lanusei. L'évêque Giuseppe Miglior, nommé le 15 juillet de la même année, s'installe alors à Lanusei.
Le 30 septembre 1986, dans le cadre d'une réorganisation générale des diocèses italiens et à la suite du décret Cum procedere émis par la Congrégation pour les évêques, le diocèse acquiert le nom de diocèse de Lanusei qu'il porte actuellement, bien qu'en maintenant le nom latin de Dioecesis Oleastrensis (soit diocèse de l'Ogliasatra).
Le 9 avril 2020, le diocèse de Lanusei est uni in persona Episcopi au diocèse de Nuoro, c'est-à-dire que les deux diocèses continuent d'exister mais qu'ils partagent le même évêque.

## Liste des évêques

### Évêques de l'Ogliastra
- Serafino Carchero, Frères mineurs capucins (11 novembre 1824-20 janvier 1834)
- Siège vacant (1834-1838)
- Giorgio Manurrita (13 septembre 1838-4 décembre 1844)
- Siège vacant (1844-1848)
- Michele Todde, Ordre des frères des écoles pies (14 avril 1848-22 décembre 1851)
- Siège vacant (1851-1871)
- Paolo Giuseppe Maria Serci Serra (24 novembre 1871-25 septembre 1882)
- Antonio Maria Contini (25 septembre 1882-19 janvier 1893)
- Salvatore Depau (12 janvier 1893-12 décembre 1899)
- Giuseppe Paderi (28 mars 1900-30 octobre 1906)
- Siège vacant (1906-1910)
- Emanuele Virgilio (2 mai 1910-27 janvier 1923)
- Antonio Tommaso Videmari (2 mars 1923-13 février 1925)
- Maurilio Fossati (1925-1927)
- Giuseppe Miglior (15 juillet 1927-6 mai 1936)
- Lorenzo Basoli (28 octobre 1936-4 juillet 1970)
- Salvatore Delogu (2 février 1974-8 janvier 1981)[5]

### Évêques de Lanusei
- Antioco Piseddu (29 septembre 1981-31 janvier 2014)
- Antonio Mura (31 janvier 2014-2 juillet 2019)[5], nommé évêque de Nuoro
  - Antonio Mura, évêque de Nuoro, administrateur apostolique, (2 juillet 2019 - 9 avril 2020.
- Antonio Mura (depuis le 9 avril) évêque de Nuoro et Lanusei , diocèses unis in persona episcopi.

## Statistiques
| Année | Population | Population | Population | Prêtres | Prêtres   | Prêtres   | Prêtres             | Religieux | Religieux | Paroisses |
| Année | Baptisés   | Total      | %          | Nombres | Séculiers | Réguliers | Baptêmes par prêtre | Hommes    | Femmes    | Paroisses |
| ----- | ---------- | ---------- | ---------- | ------- | --------- | --------- | ------------------- | --------- | --------- | --------- |
| 1950  | 55 000     | 55 000     | 100        | 57      | 49        | 8         | 964                 | 18        | 26        | 28        |
| 1980  | 74 200     | 77 500     | 95,7       | 58      | 46        | 12        | 1 279               | 18        | 78        | 30        |
| 1990  | 72 296     | 72 460     | 99,8       | 51      | 40        | 11        | 1 417               | 13        | 43        | 33        |
| 1999  | 71 085     | 71 320     | 99,7       | 50      | 40        | 10        | 1 421               | 13        | 40        | 34        |
| 2000  | 71 107     | 71 301     | 99,7       | 48      | 39        | 9         | 1 481               | 11        | 39        | 34        |
| 2001  | 71 222     | 71 430     | 99,7       | 49      | 40        | 9         | 1 453               | 11        | 37        | 34        |
| 2002  | 71 165     | 71 393     | 99,7       | 47      | 38        | 9         | 1 514               | 11        | 34        | 34        |
| 2003  | 69 149     | 69 342     | 99,7       | 51      | 43        | 8         | 1 355               | 10        | 28        | 34        |
| 2004  | 68 943     | 69 129     | 99,7       | 52      | 44        | 8         | 1 325               | 10        | 26        | 34        |
| 2010  | 68 057     | 68 945     | 98,7       | 52      | 45        | 7         | 1 308               | 9         | 19        | 34        |
| 2013  | 67 503     | 68 817     | 98,8       | 48      | 43        | 5         | 1 416               | 6         | 12        | 34        |
| 2016  | 67 984     | 68 370     | 98,7       | 45      | 42        | 3         | 1 500               | 4         | 13        | 26        |
| 2019  | 67 133     | 68 105     | 98,6       | 45      | 43        | 2         | 1 492               | 2         | 23        | 34        |